# South Webster
South Webster è un villaggio degli Stati Uniti d'America, situato nello stato dell'Ohio, nella contea di Scioto.